# Big Springs, Nebraska

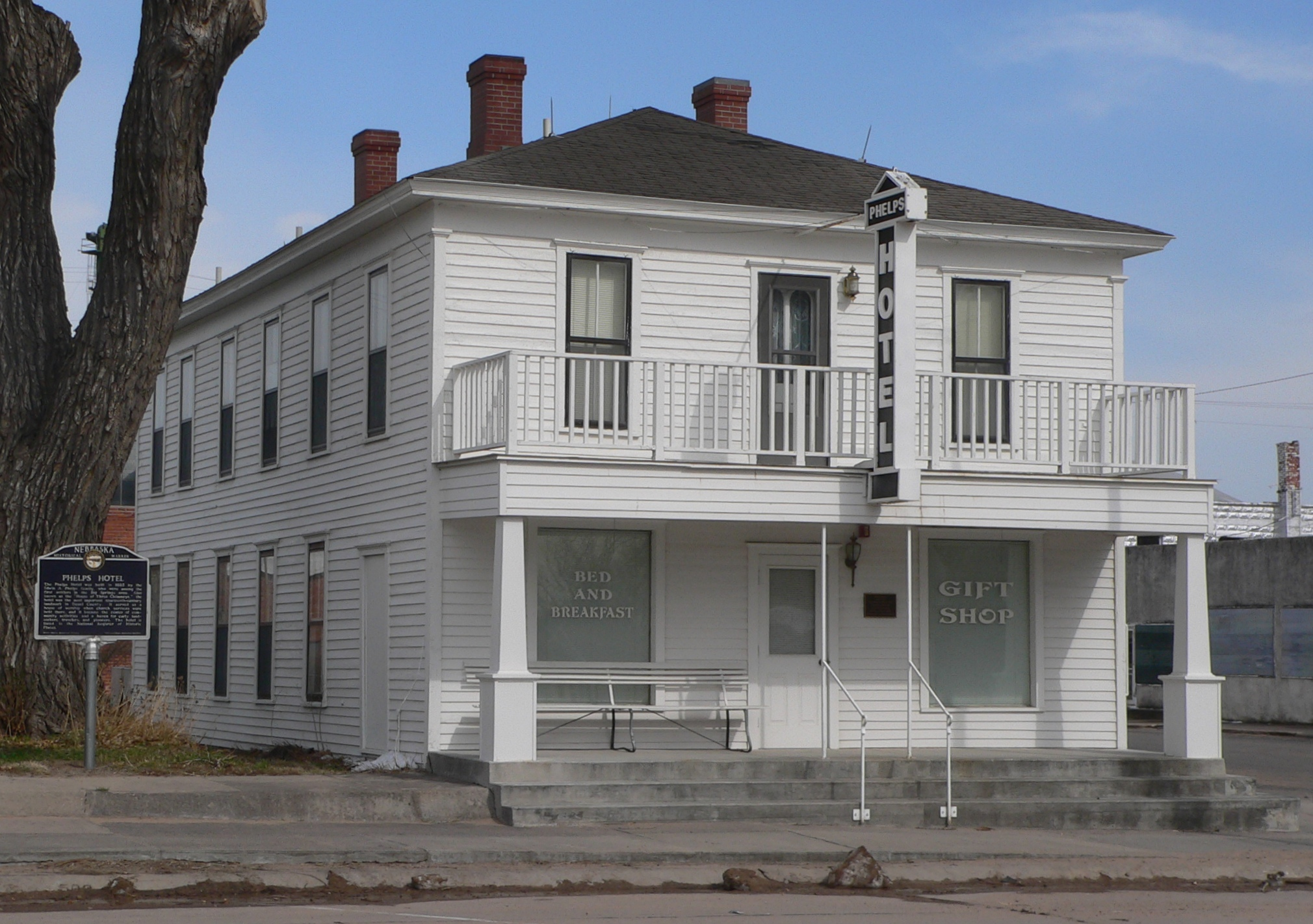
Phelps Hotel

Big Springs är en småstad (village) i Deuel County i västra delen av den amerikanska delstaten Nebraska. Staden hade 400 invånare vid 2010 års federala folkräkning.

## Geografi
Big Springs stadskärna är belägen nära det hörn av Colorado som skjuter in i sydvästra Nebraska, omkring 7 kilometer norr om delstatsgränsen på norra sidan av South Platte River. Affärsområdet omkring motorvägsavfarten vid Interstate 80 på flodens södra sida tillhör också staden administrativt. Omaha, Nebraska ligger omkring 550 km österut, Denver, Colorado omkring 310 km åt sydväst och Cheyenne, Wyoming omkring 240 km västerut.

## Historia
Platsen kallades Lone Tree i mitten av 1800-talet, efter ett ensamt träd som stod här inom synhåll från nybyggarlederna Oregon Trail och California Trail samt Ponnyexpressens rutt. Enligt lokal tradition ska tågrånaren Sam Bass och hans gäng vid trädet 1877 delat upp bytet på 60 000 dollar efter ett rån mot Union Pacifics tåg.
När den transamerikanska järnvägen först byggdes genom området 1867 byggdes en station med ett vattentorn här, fyllt från den lokala källan, och järnvägen kallade stationen för Big Springs. Vattentornet var i bruk fram tills ångloken på sträckan togs ur trafik på 1950-talet. 1884 lät järnvägen planlägga ett gatunät för en bosättning här. 1917 fick orten kommunalt självstyre som village. Under många år fanns en rivalitet mellan Big Springs och grannstaden Chappell om rollen som countyts huvudort, och från 1889 till 1932 hölls den regionala Deuel County Fair här innan den permanent flyttades till Chappell.

## Kommunikationer
Big Springs ligger nära den plats där den öst-västliga kust-till-kust-motorvägen Interstate 80 och Interstate 76 mot Denver förgrenar sig. Genom ortskärnan går även den gamla landsvägen mot Denver U.S. Route 138 och strax norr om staden passerar den gamla öst-västliga landsvägen U.S. Route 30.
Järnvägsbolaget Union Pacific har ända sedan ortens grundande bedrivit järnvägstrafik genom orten, idag endast med godstrafik.